# پوشچا ماریانگسکا
پوشچا ماریانگسکا (به لهستانی: Puszcza Mariańska) یک روستا در لهستان است که در گمینا پوشچا ماریانگسکا واقع شده‌است.